# Atletisme als Jocs Olímpics d'Estiu de 1984
Als Jocs Olímpics d'Estiu de 1984 celebrats a la ciutat de Los Angeles (Estats Units d'Amèrica) es disputaren 41 proves atlètiques, 24 en categoria masculina i 17 en categoria femenina. Les proves es disputaren al Los Angeles Memorial Coliseum entre els dies 3 i 11 d'agost de 1984.
Hi participaren un total de 1280 atletes, entre ells 895 homes i 385 dones, de 124 comitès nacionals diferents.

## Resum de medalles

### Categoria masculina
| Prova                          | Or                                                                    | Or           | Argent                                                           | Argent  | Bronze                                                                 | Bronze  |
| 100 m Detalls                  | Carl Lewis                                                            | 9.99         | Sam Graddy                                                       | 10.19   | Ben Johnson                                                            | 10.22   |
| 200 m Detalls                  | Carl Lewis                                                            | 19.80        | Kirk Baptiste                                                    | 19.96   | Thomas Jefferson                                                       | 20.26   |
| 400 m Detalls                  | Alonzo Babers                                                         | 44.27        | Gabriel Tiacoh                                                   | 44.54   | Antonio McKay                                                          | 44.71   |
| 800 m Detalls                  | Joaquim Cruz                                                          | 1:43.00      | Sebastian Coe                                                    | 1:43.64 | Earl Jones                                                             | 1:43.83 |
| 1.500 m Detalls                | Sebastian Coe                                                         | 3:32.53 (RO) | Steve Cram                                                       | 3:33.40 | José Manuel Abascal                                                    | 3:34.30 |
| 5.000 m Detalls                | Saïd Aouita                                                           | 13:05.5 (RO) | Markus Ryffel                                                    | 13:07.5 | Antonio Leitão                                                         | 13:09.2 |
| 10.000 m Detalls               | Alberto Cova                                                          | 27:47.5      | Mike McLeod                                                      | 28:06.2 | Mike Musyoki                                                           | 28:06.4 |
| Marató Detalls                 | Carlos Lopes                                                          | 2:09:21 (RO) | John Treacy                                                      | 2:09:56 | Charlie Spedding                                                       | 2:09:58 |
| 110 m tanques Detalls          | Roger Kingdom                                                         | 13.20 (RO)   | Greg Foster                                                      | 13.23   | Arto Bryggare                                                          | 13.40   |
| 400 m tanques Detalls          | Edwin Moses                                                           | 47.75        | Danny Harris                                                     | 48.13   | Harald Schmid                                                          | 48.19   |
| 3.000 m obstacles Detalls      | Julius Korir                                                          | 8:11.80      | Joseph Mahmoud                                                   | 8:13.31 | Brian Diemer                                                           | 8:14.06 |
| 4x100 m relleus Detalls        | Estats UnitsSam Graddy · Ron Brown · Calvin Smith · Carl Lewis        | 37.83 (RM)   | JamaicaAl Lawrence · Greg Meghoo · Don Quarrie · Ray Stewart     | 38.62   | CanadàBen Johnson · Tony Sharpe · Desai Williams · Sterling Hinds      | 38.70   |
| 4x400 m relleus Detalls        | Estats UnitsSunder Nix · Ray Armstead · Alonzo Babers · Antonio McKay | 2:57.91      | Regne UnitKriss Akabusi · Garry Cook · Todd Bennett · Phil Brown | 2:59.13 | NigèriaSunday Uti · Moses Ugbusien · Rotimi Peters · Innocent Egbunike | 2:59.32 |
| 20 km marxa Detalls            | Ernesto Canto                                                         | 1:23:10      | Raúl González                                                    | 1:23:20 | Maurizio Damilano                                                      | 1:23:26 |
| 50 km marxa Detalls            | Raúl González                                                         | 3:47:26      | Bo Gustafsson                                                    | 3:53:19 | Sandro Bellucci                                                        | 3:53:45 |
| Salt de llargada Detalls       | Carl Lewis                                                            | 8.54 m       | Gary Honey                                                       | 8.24 m  | Giovanni Evangelisti                                                   | 8.24 m  |
| Triple salt Detalls            | Al Joyner                                                             | 17.26 m      | Mike Conley                                                      | 17.18 m | Keith Connor                                                           | 16.87 m |
| Salt d'alçada Detalls          | Dietmar Mögenburg                                                     | 2.35 m       | Patrik Sjöberg                                                   | 2.33 m  | Jianhua Zhu                                                            | 2.31 m  |
| Salt amb perxa Detalls         | Pierre Quinon                                                         | 5.75 m       | Mike Tully                                                       | 5.70 m  | Earl Bell                                                              | 5.60 m  |
| Salt amb perxa Detalls         | Pierre Quinon                                                         | 5.75 m       | Mike Tully                                                       | 5.70 m  | Thierry Vigneron                                                       | 5.60 m  |
| Llançament de pes Detalls      | Alessandro Andrei                                                     | 21.26 m      | Michael Carter                                                   | 21.09 m | Dave Laut                                                              | 20.97 m |
| Llançament de disc Detalls     | Rolf Danneberg                                                        | 66.60 m      | Mac Wilkins                                                      | 66.30 m | John Powell                                                            | 65.46 m |
| Llançament de javelina Detalls | Arto Härkönen                                                         | 86.76 m      | Dave Ottley                                                      | 85.74 m | Kenth Eldebrink                                                        | 83.72 m |
| Llançament de martell Detalls  | Juha Tiainen                                                          | 78.08 m      | Karl Riehm                                                       | 77.98 m | Klaus Ploghaus                                                         | 76.68 m |
| Decatló Detalls                | Daley Thompson                                                        | 8797 (RO)    | Jürgen Hingsen                                                   | 8673    | Siegfried Wentz                                                        | 8412    |

RM: rècord mundial
RO: rècord olímpic

### Categoria femenina
| Prova                          | Or                                                                                 | Or      | Argent                                                                         | Argent  | Bronze                                                                        | Bronze  |
| 100 m Detalls                  | Evelyn Ashford                                                                     | 10.97   | Alice Brown                                                                    | 11.13   | Merlene Ottey                                                                 | 11.16   |
| 200 m Detalls                  | Valerie Brisco                                                                     | 21.81   | Florence Griffith                                                              | 22.04   | Merlene Ottey                                                                 | 22.09   |
| 400 m Detalls                  | Valerie Brisco                                                                     | 48.83   | Chandra Cheeseborough                                                          | 49.05   | Kathy Smallwood                                                               | 49.43   |
| 800 m Detalls                  | Doina Melinte                                                                      | 1:57.60 | Kim Gallagher                                                                  | 1:58.63 | Fita Lovin                                                                    | 1:58.83 |
| 1.500 m Detalls                | Gabriella Dorio                                                                    | 4:03.25 | Doina Melinte                                                                  | 4:03.76 | Maricica Puică                                                                | 4:04.15 |
| 3.000 m Detalls                | Maricica Puică                                                                     | 8:35.96 | Wendy Smith                                                                    | 8:39.47 | Lynn Williams                                                                 | 8:42.14 |
| Marató Detalls                 | Joan Benoit                                                                        | 2:24:52 | Grete Waitz                                                                    | 2:26:18 | Rosa Mota                                                                     | 2:26:57 |
| 100 m tanques Detalls          | Benita Fitzgerald                                                                  | 12.84   | Shirley Strong                                                                 | 12.88   | Michèle Chardonnet                                                            | 13.06   |
| 100 m tanques Detalls          | Benita Fitzgerald                                                                  | 12.84   | Shirley Strong                                                                 | 12.88   | Kim Turner                                                                    | 13.06   |
| 400 m tanques Detalls          | Nawal El Moutawakel                                                                | 54.61   | Judi Brown                                                                     | 55.20   | Cristeana Cojocaru                                                            | 55.41   |
| 4x100 m relleus Detalls        | Estats UnitsAlice Brown · Jeanette Bolden · C. Cheeseborough · Evelyn Ashford      | 41.65   | CanadàAngela Bailey · Marita Payne · Angella Taylor · France Gareau            | 42.77   | Regne UnitSimmone Jacobs · Kathy Smallwood · Beverley Goddard · Heather Hunte | 43.11   |
| 4x400 m relleus Detalls        | Estats UnitsLillie Leatherwood · Sherri Howard · Valerie Brisco · C. Cheeseborough | 3:18.29 | CanadàCharmaine Crooks · Jillian Richardson · Molly Killingbeck · Marita Payne | 3:21.21 | RFAHeike Schulte · Ute Thimm · Heide-Elke · Gaby Bussmann                     | 3:22.98 |
| Salt de llargada Detalls       | Anişoara Cuşmir                                                                    | 6.96 m  | Vali Ionescu                                                                   | 6.81 m  | Susan Hearnshaw                                                               | 6.80 m  |
| Salt d'alçada Detalls          | Ulrike Meyfarth                                                                    | 2.02 m  | Sara Simeoni                                                                   | 2.00 m  | Joni Huntley                                                                  | 1.97 m  |
| Llançament de pes Detalls      | Claudia Losch                                                                      | 20.48 m | Mihaela Loghin                                                                 | 20.47 m | Gael Martin                                                                   | 19.19 m |
| Llançament de disc Detalls     | Ria Stalman                                                                        | 65.36 m | Leslie Deniz                                                                   | 64.86 m | Florenta Craciunescu                                                          | 63.64 m |
| Llançament de javelina Detalls | Tessa Sanderson                                                                    | 69.56 m | Tiina Lillak                                                                   | 69.00 m | Fatima Whitbread                                                              | 67.14 m |
| Heptatló Detalls               | Glynis Nunn                                                                        | 6390    | Jackie Joyner                                                                  | 6385    | Sabine Everts                                                                 | 6363    |

RM: rècord mundial
RO: rècord olímpic

## Medaller
| Posició | País            | Or | Argent | Bronze | Total |
| 1       | Estats Units    | 16 | 15     | 9      | 40    |
| 2       | RFA             | 4  | 2      | 5      | 11    |
| 3       | Regne Unit      | 3  | 7      | 6      | 16    |
| 4       | Romania         | 3  | 3      | 4      | 10    |
| 5       | Itàlia          | 3  | 1      | 3      | 7     |
| 6       | Finlàndia       | 2  | 1      | 1      | 4     |
| 7       | Mèxic           | 2  | 1      | 0      | 3     |
| 8       | Marroc          | 2  | 0      | 0      | 2     |
| 9       | França          | 1  | 1      | 2      | 4     |
| 10      | Austràlia       | 1  | 1      | 1      | 3     |
| 11      | Portugal        | 1  | 0      | 2      | 3     |
| 12      | Kenya           | 1  | 0      | 1      | 2     |
| 13      | Brasil          | 1  | 0      | 0      | 1     |
| 13      | Països Baixos   | 1  | 0      | 0      | 1     |
| 14      | Canadà          | 0  | 2      | 3      | 5     |
| 15      | Suècia          | 0  | 2      | 1      | 3     |
| 16      | Jamaica         | 0  | 1      | 2      | 3     |
| 17      | Costa d'Ivori   | 0  | 1      | 0      | 1     |
| 17      | Irlanda         | 0  | 1      | 0      | 1     |
| 17      | Noruega         | 0  | 1      | 0      | 1     |
| 17      | Suïssa          | 0  | 1      | 0      | 1     |
| 21      | Espanya         | 0  | 0      | 1      | 1     |
| 21      | Nigèria         | 0  | 0      | 1      | 1     |
| 21      | R.P. de la Xina | 0  | 0      | 1      | 1     |